# SV Rödinghausen
Der SV Rödinghausen (offiziell: Sportverein Rödinghausen e. V.) ist ein Sportverein aus Rödinghausen im ostwestfälischen Kreis Herford in Nordrhein-Westfalen. Der Verein wurde 1970 gegründet und bietet die Sportarten Fußball, Kinder- und Damenturnen, Aerobic, Karate und Badminton an. Die Vereinsfarben sind Grün, Weiß und Schwarz. Bekannt wurde der Verein durch seine Fußballabteilung. Die erste Mannschaft tritt nach dem Aufstieg im Jahr 2014 in der viertklassigen Fußball-Regionalliga West an.
In der Saison 2019/20 wurden die Rödinghausener Meister der Regionalliga West, verzichteten aber auf einen möglichen Aufstieg in die 3. Liga. Dreimal qualifizierten sich die Rödinghausener für den DFB-Pokal und gewannen 2019 und 2022 den Westfalenpokal. Spielstätte ist das Häcker-Wiehenstadion mit einer Kapazität von 2550 Plätzen.

## Geschichte

### Die Stammvereine
Der SV Rödinghausen entstand im Jahre 1970 durch die Fusion der Vereine VfR Bieren und SV Grün-Weiß Schwenningdorf. Der VfB Bieren wurde am 25. Juni 1948 gegründet. Fünf Tage zuvor gab es in Westdeutschland eine Währungsreform, bei der jeder Bürger 40 Mark erhielt. Jedes Gründungsmitglied spendete zur Vereinsgründung jeweils fünf Mark. Fusionspartner SV Grün-Weiß Schwenningdorf entstand bereits im Jahre 1932 und hatte seinen Sportplatz an der Wehmerhorststraße. Dort befindet sich ein Gedenkstein an verstorbene Vereinsmitglieder. Im Jahre 1956 kam es auf den Schwenningdorfer Sportplatz zu einem Freundschaftsspiel zwischen dem FC Schalke 04 und Preußen Münster vor über 2000 Zuschauern.  Beide Stammvereine des heutigen SV Rödinghausen kamen Zeit ihrer Existenz nicht über die Kreisebene hinaus. Im Gegensatz zu vielen anderen Fusionsvereinen, die das Gründungsdatum des jeweils ältesten Stammvereins als Gründungsdatum des neuen Vereins verwenden, wurde beim SV Rödinghausen das tatsächliche Fusionsjahr als Gründungsjahr gezählt.

### Frühe Jahre (1970 bis 2011)
| Saison                   | Liga                 | Level | Platz | Tore   | Punkte |
| ------------------------ | -------------------- | ----- | ----- | ------ | ------ |
| 1979/80                  | Kreisliga B2 Herford | VIII  | 01.   | 095:26 | 52:80  |
| 1980/81                  | Kreisliga A Herford  | VII   | 16.   | 036:63 | 17:43  |
| 1981/82                  | Kreisliga B2 Herford | VIII  | 02.   | 077:26 | 47:13  |
| 1982/83                  | Kreisliga B2 Herford | VIII  | 11.   | 042:52 | 23:37  |
| 1983/84                  | Kreisliga B2 Herford | VIII  | 06.   | 048:51 | 28:32  |
| 1984/85                  | Kreisliga B2 Herford | VIII  | 04.   | 068:33 | 40:20  |
| 1985/86                  | Kreisliga B2 Herford | VIII  | 06.   | 062:69 | 33:27  |
| 1986/87                  | Kreisliga B2 Herford | VIII  | 08.   | 053:51 | 30:30  |
| 1987/88                  | Kreisliga B2 Herford | VIII  | 06.   | 068:48 | 33:27  |
| 1988/89                  | Kreisliga B2 Herford | VIII  | 10.   | 040:63 | 24:36  |
| 1989/90                  | Kreisliga B2 Herford | VIII  | 03.   | 078:24 | 40:16  |
| 1990/91                  | Kreisliga B2 Herford | VIII  | 06.   | 085:44 | 37:23  |
| 1991/92                  | Kreisliga B2 Herford | VIII  | 03.   | 089:35 | 49:11  |
| 1992/93                  | Kreisliga B2 Herford | VIII  | 02.   | 096:40 | 47:13  |
| 1993/94                  | Kreisliga B2 Herford | VIII  | 01.   | 098:25 | 44:80  |
| 1994/95                  | Kreisliga A Herford  | VIII  |       |        |        |
| 1995/96                  | Kreisliga A Herford  | VIII  | 06.   | 056:47 | 44     |
| 1996/97                  | Kreisliga A Herford  | VIII  | 09.   | 048:50 | 38     |
| 1997/98                  | Kreisliga A Herford  | VIII  | 10.   | 065:60 | 41     |
| 1998/99                  | Kreisliga A Herford  | VIII  | 10.   | 052:53 | 35     |
| 1999/00                  | Kreisliga A Herford  | VIII  | 10.   | 043:56 | 40     |
| 2000/01                  | Kreisliga A Herford  | VIII  | 07.   | 063:58 | 46     |
| 2001/02                  | Kreisliga A Herford  | VIII  | 08.   | 057:56 | 46     |
| 2002/03                  | Kreisliga A Herford  | VIII  | 11.   | 060:57 | 38     |
| 2003/04                  | Kreisliga A Herford  | VIII  | 13.   | 035:55 | 29     |
| 2004/05                  | Kreisliga A Herford  | VIII  | 13.   | 055:68 | 33     |
| 2005/06                  | Kreisliga A Herford  | VIII  | 08.   | 056:68 | 39     |
| 2006/07                  | Kreisliga A Herford  | VIII  | 07.   | 066:57 | 45     |
| 2007/08                  | Kreisliga A Herford  | VIII  | 04.   | 076:41 | 56     |
| 2008/09                  | Kreisliga A Herford  | IX    | 05.   | 061:51 | 44     |
| 2009/10                  | Kreisliga A Herford  | IX    | 01.   | 116:15 | 85     |
| 2010/11                  | Bezirksliga 1        | VIII  | 01.   | 106:23 | 74     |
| grün unterlegt: Aufstieg |                      |       |       |        |        |

Die Fußballer des SV Rödinghausen spielten über Jahrzehnte lediglich auf Kreisebene. Der erstmalige Aufstieg in die Herforder Kreisliga A im Jahre 1980 blieb nur ein einjähriges Intermezzo. Erst ab dem Jahre 1994 spielte der SVR dauerhaft auf höchster Kreisebene und pendelte jedoch stets zwischen Mittelmaß und Abstiegskampf. Ende der 2000er Jahre begann der Küchenhersteller Häcker Küchen in Person des Seniorchefs Horst Finkemeier, sich finanziell im Verein stärker zu engagieren. Zum Verein kam Finkemeier durch seinen Enkel Jan, der in der Jugend des Vereins spielte, wo die Mannschaften laut Finkemeier „nicht einmal einheitliche Trikots gehabt hätten“. Finkemeier erklärte, ein Leistungszentrum in der Region etablieren zu wollen und den gehobenen Amateurbereich der Oberliga Westfalen anzustreben.
Der Verein verpflichtete zahlreiche Spieler, die zuvor bei höherklassigen Vereinen gespielt hatten. Viele davon erhielten einen Arbeitsplatz bei Häcker Küchen. In der Saison 2009/10 wurden die Rödinghausener mit 85 von 90 möglichen Punkten erstmals Meister des Fußballkreises Herford und stiegen in die Bezirksliga auf. Lediglich der TuS Hunnebrock konnte den SVR in dieser Saison besiegen. Nach einem 5:3 über den Bünder SV gewannen die Rödinghausener darüber hinaus den Kreispokal. In der folgenden Bezirksliga-Saison 2010/11 errang die Mannschaft von Trainer Karl-Friedrich Wessel erneut die Meisterschaft und spielte erstmals im noch im Bau befindlichen Häcker-Wiehenstadion. Am Saisonende verließ Trainer Wessel den Verein.

### Aufstieg von der Landesliga in die Regionalliga (2011 bis 2016)
| Saison                   | Liga               | Level | Platz | Tore   | Punkte |
| ------------------------ | ------------------ | ----- | ----- | ------ | ------ |
| 2011/12                  | Landesliga 1       | VII   | 01.   | 102:20 | 75     |
| 2012/13                  | Westfalenliga 1    | VI    | 01.   | 091:27 | 70     |
| 2013/14                  | Oberliga Westfalen | V     | 02.   | 080:33 | 72     |
| 2014/15                  | Regionalliga West  | IV    | 08.   | 048:44 | 49     |
| 2015/16                  | Regionalliga West  | IV    | 14.   | 043:42 | 43     |
| grün unterlegt: Aufstieg |                    |       |       |        |        |

Zur Saison 2011/12 übernahm Mario Ermisch das Traineramt, der zuvor unter anderem erfolgreich beim Regionalligisten SC Verl gearbeitet hatte. Gleichzeitig bezog der Verein das nun fertiggestellte Stadion. Auch in der Landesliga sicherte sich der SVR die Meisterschaft mit nur einer Niederlage und 14 Punkten Vorsprung auf den SC Rot-Weiß Maaslingen. Wie schon in den beiden Jahren zuvor erzielte die Mannschaft über 100 Tore. Höhepunkt der Saison war das Kreisderby gegen den SC Herford vor 2.200 Zuschauern, die einen 5:1-Sieg der Rödinghausener sahen.
Im Juli 2012 gastierte der spanische Spitzenklub FC Valencia im Wiehenstadion, der das Freundschaftsspiel vor 2.200 Zuschauern mit 4:0 gewann. In der Westfalenligasaison 2012/13 spielte der SVR erneut um die Meisterschaft mit und lieferte sich ein spannendes Rennen mit dem FC Eintracht Rheine und dem SuS Stadtlohn. Die SpVgg Vreden wurde im Saisonverlauf mit 11:0 besiegt. Am drittletzten Spieltag schaffte der SVR vor 1.200 Zuschauern mit einem 2:2 gegen Eintracht Rheine den vorzeitigen Aufstieg in die Oberliga Westfalen. Für die Rödinghausener war es der vierte Aufstieg in Folge. Ein Vorbereitungsspiel auf die Saison 2013/14 gegen den Premier-League-Klub Aston Villa vor 2.000 Zuschauern im Wiehenstadion endete 1:1. In der ersten Oberligaspielzeit der Vereinsgeschichte wurde der SVR Vizemeister. Damit sicherte sich der Klub den fünften Aufstieg in Folge. Der Aufstieg stand bereits am 30. Spieltag fest.
In seiner ersten Regionalligasaison belegte der Klub als bester Aufsteiger den 8. Platz. Die folgende Saison 2015/16 verlief weniger erfolgreich. Zwar führte das Team im ersten Saisondrittel einige Spieltage die Tabelle an, doch drohte der Mannschaft in der zweiten Saisonhälfte der Abstieg. Im April 2016 wurde Trainer Ermisch beurlaubt. Tim Daseking übernahm als Interimstrainer und führte die Mannschaft zum Klassenerhalt.

### Etablierung in der Regionalliga (seit 2016)
| 2016/17 | Regionalliga West | IV | 10. | 55:57 | 48 |
| 2017/18 | Regionalliga West | IV | 05. | 76:63 | 53 |
| 2018/19 | Regionalliga West | IV | 03. | 58:29 | 63 |
| 2019/20 | Regionalliga West | IV | 01. | 66:19 | 63 |
| 2020/21 | Regionalliga West | IV | 06. | 52:39 | 59 |
| 2021/22 | Regionalliga West | IV | 06. | 45:35 | 64 |
| 2022/23 | Regionalliga West | IV | 04. | 59:35 | 58 |
| 2023/24 | Regionalliga West | IV | 08. | 46:42 | 51 |
| 2024/25 | Regionalliga West | IV | 05. | 47:36 | 50 |

Zur Saison 2016/17 übernahm der ehemalige niederländische Bundesligaspieler Alfred Nijhuis den Trainerposten in Rödinghausen. Im Westfalenpokal 2016/17 erreichten die Rödinghausener das Halbfinale, das gegen die Sportfreunde Lotte mit 3:5 nach Elfmeterschießen verloren wurde. Am 25. April 2018 wurde Trainer Nijhuis entlassen, nachdem die Mannschaft innerhalb von vier Tagen mit 1:7 bei der SG Wattenscheid 09 und mit 2:5 beim Bonner SC verloren hatte. Sebastian Block übernahm als Interimslösung das Traineramt und holte zehn Punkte aus den letzten vier Spielen. Marius Bülter wurde gemeinsam mit Christopher Kramer vom Wuppertaler SV mit 20 Saisontoren Torschützenkönig der Regionalliga West. Als beste westfälische Mannschaft der Regionalligasaison qualifizierten sich die Rödinghausener nach einem 3:1-Sieg gegen den Meister der Oberliga Westfalen SV Lippstadt 08 für den DFB-Pokal.
Zur Saison 2018/19 wurde Enrico Maaßen neuer Cheftrainer. Maaßen hatte zuvor die SV Drochtersen/Assel in die Regionalliga Nord geführt. In der ersten Hauptrunde des DFB-Pokals 2018/19 schlugen die Rödinghausener den Zweitligisten Dynamo Dresden mit 3:2 nach Verlängerung. Maximilian Hippe erzielte in der Nachspielzeit den Siegtreffer für die Gastgeber, die für das Spiel in das Lotter Frimo Stadion ausgewichen waren. In der zweiten Runde traf Rödinghausen auf den FC Bayern München. Im Stadion an der Bremer Brücke in Osnabrück setzten sich die Gäste mit 2:1 durch.
Durch den Sieg im Westfalenpokal nahm der SV Rödinghausen zum zweiten Mal am DFB-Pokal teil. In der ersten Runde unterlag der SV Rödinghausen dem SC Paderborn 07 mit 2:4 im Elfmeterschießen. Erstmals war das Wiehenstadion bei einem Pflichtspiel ausverkauft. 2.236 Zuschauer sahen das Spiel; mehr Zuschauer waren durch die DFB-Auflagen nicht zugelassen. Auch in der Regionalligasaison 2019/20 mischten die Rödinghausener in der Spitzengruppe der Liga mit. Dennoch verzichtete der Verein erneut auf einen Lizenzantrag für die 3. Liga. Als Grund wurden die hohen Anforderungen durch den DFB an die Drittligavereine genannt, die im heimischen Stadion nicht durchführbar wären. Wegen der COVID-19-Pandemie musste die Saison abgebrochen werden und Tabellenführer Rödinghausen wurde zum Meister erklärt.
Die erfolgreiche Mannschaft fiel auseinander. Trainer Enrico Maaßen wechselte zu Borussia Dortmund II und Torjäger Simon Engelmann zu Rot-Weiss Essen. Neuer Trainer wurde Nils Drube, der die Mannschaft am Ende der Saison 2020/21 auf Platz sechs führte. Nach drei Niederlagen zum Auftakt der Saison 2021/22 musste Trainer Nils Drube wieder gehen. Sein Nachfolger wurde Carsten Rump, der die Mannschaft auf Platz sechs führte. Darüber hinaus gewann Rödinghausen den Westfalenpokal 2021/22 nach einem 3:2-Sieg im Elfmeterschießen bei Preußen Münster. Zum Matchwinner wurde Torwart Alexander Sebald, der drei Strafstöße hielt. In der ersten Runde des DFB-Pokals traf Rödinghausen auf den Bundesligisten TSG 1899 Hoffenheim und musste sich erst in der Verlängerung mit 0:2 geschlagen geben. 
Die Regionalligasaison 2022/23 wurde auf Platz vier beendet. Während der folgenden Spielzeit 2023/24 rutschte die Mannschaft vorübergehend auf einen Abstiegsplatz. Trainer Carsten Rump musste daraufhin im Oktober 2023 gehen und wurde durch Ferat Toku ersetzt, der die Mannschaft noch auf Rang acht führte. Toku wiederum musste im April 2025 seinen Platz räumen, nachdem seine in der oberen Tabellenhälfte platzierte Mannschaft ein Heimspiel gegen den FC Gütersloh mit 1:4 verlor.

## Erfolge
| - Meister der Regionalliga West: 2019/20 - Vizemeister der Oberliga Westfalen: 2014 - Meister der Westfalenliga 1: 2013 - Meister der Landesliga Westfalen 1: 2012 - Meister der Bezirksliga Westfalen 1: 2011 | - Teilnahme am DFB-Pokal: 2018/19, 2019/20, 2022/23 - DFB-Pokal: 2. Runde 2018/19 - Westfalenpokalsieger: 2019, 2022 - Meister der A-Junioren-Westfalenliga: 2018 - Aufstieg in die A-Junioren-Bundesliga: 2018 |

## Persönlichkeiten

### Kader Saison 2024/25
Stand: 22. April 2025
| 01 | Deutschland | Matthis Harsman  |
| 15 | Deutschland | Flemming Niemann |
| 23 | Deutschland | Karl Albers      |

| 02 | Deutschland                         | Alexander Höck   |
| 04 | Deutschland                         | Tim Corsten      |
| 05 | Deutschland                         | Maximilian Hippe |
| 06 | Bosnien und Herzegowina Deutschland | Dino Bajrić      |
| 17 | Deutschland                         | Leon Tia         |
| 22 | Deutschland                         | Julian Wolff     |
| 27 | Deutschland                         | Dominique Ndure  |
| 39 | Deutschland                         | Jonathan Riemer  |

| 07 | Deutschland         | Patrick Kurzen   |
| 08 | Deutschland         | Paterson Chato   |
| 10 | Deutschland         | Kevin Hoffmeier  |
| 16 | Deutschland         | Mattis Rohlfing  |
| 19 | Deutschland         | Marvin Benjamins |
| 21 | Deutschland         | Luca Horn        |
| 26 | Deutschland         | Ansgar Kuhlmann  |
| 28 | Deutschland Nigeria | Ayodele Adetula  |
| 31 | Deutschland         | Ole Hoch         |
| 33 | Deutschland         | Marco Hober      |
| 47 | Deutschland Nigeria | Kevin Wiethaup   |

| 09 | Deutschland                | Abdul Fesenmeyer     |
| 11 | Deutschland                | Simon Engelmann      |
| 29 | Jamaika Vereinigte Staaten | Michael Seaton       |
| 40 | Deutschland                | Latif-Bilal Alassane |

### Trainer und Funktionsteam
| Name             | Funktion                      | Name            | Funktion     |
| ---------------- | ----------------------------- | --------------- | ------------ |
| Jan Stromberg    | Cheftrainer (Interimstrainer) | René Wederz     | Teammanager  |
| vakant           | Co-Trainer                    | Christoph Budde | Videoanalyst |
| Hannes Niemann   | Physio- & Athletiktrainer     | Dustin Klüter   | Betreuer     |
| Benjamin Gommert | Torwarttrainer                |                 |              |

### Transfers zur Saison 2025/26
| Zugänge | Abgänge |
| Sommerpause 2025 | Sommerpause 2025 |
| --- | --- |
| - Lennox Afolabi (Arminia Bielefeld U-19) - Marius Bauer (1. FC Kaiserslautern II) - Dennis Gorka (SV Sandhausen) - Benyas-Solomon Junge-Abiol (Würzburger Kickers) - Leonard Köhler (VfL Wolfsburg U-19) - Viktor Miftaraj (1. FC Düren) - Eduard Probst (SC Verl) - Manuel Reutter (Chemnitzer FC) - Julian Schwermann (Alemannia Aachen) - Niklas Szeleschus (SC Wiedenbrück) | - Ayodele Adetula (1. FC Lokomotive Leipzig) - Karl Albers (BFC Preussen) - Dino Bajrić (Sportfreunde Lotte) - Marvin Benjamins (Preußen Münster, Leihende) - Simon Engelmann (SV Meppen) - Ole Hoch (BFC Preussen) - Kevin Hoffmeier (FC Gütersloh) - Luca Horn (Sportfreunde Lotte) - Patrick Kurzen (1. FC Bocholt) - Dominique Ndure (SSV Jeddeloh) - Jonathan Riemer (Sportfreunde Lotte) - Michael Seaton - Kevin Wiethaup (VfL Osnabrück, Leihende) - Julian Wolff (unbekannt) |
| nach Saisonbeginn | |
| - Niklas Burlage (BSV Rehden) | |

### Ehemalige Spieler

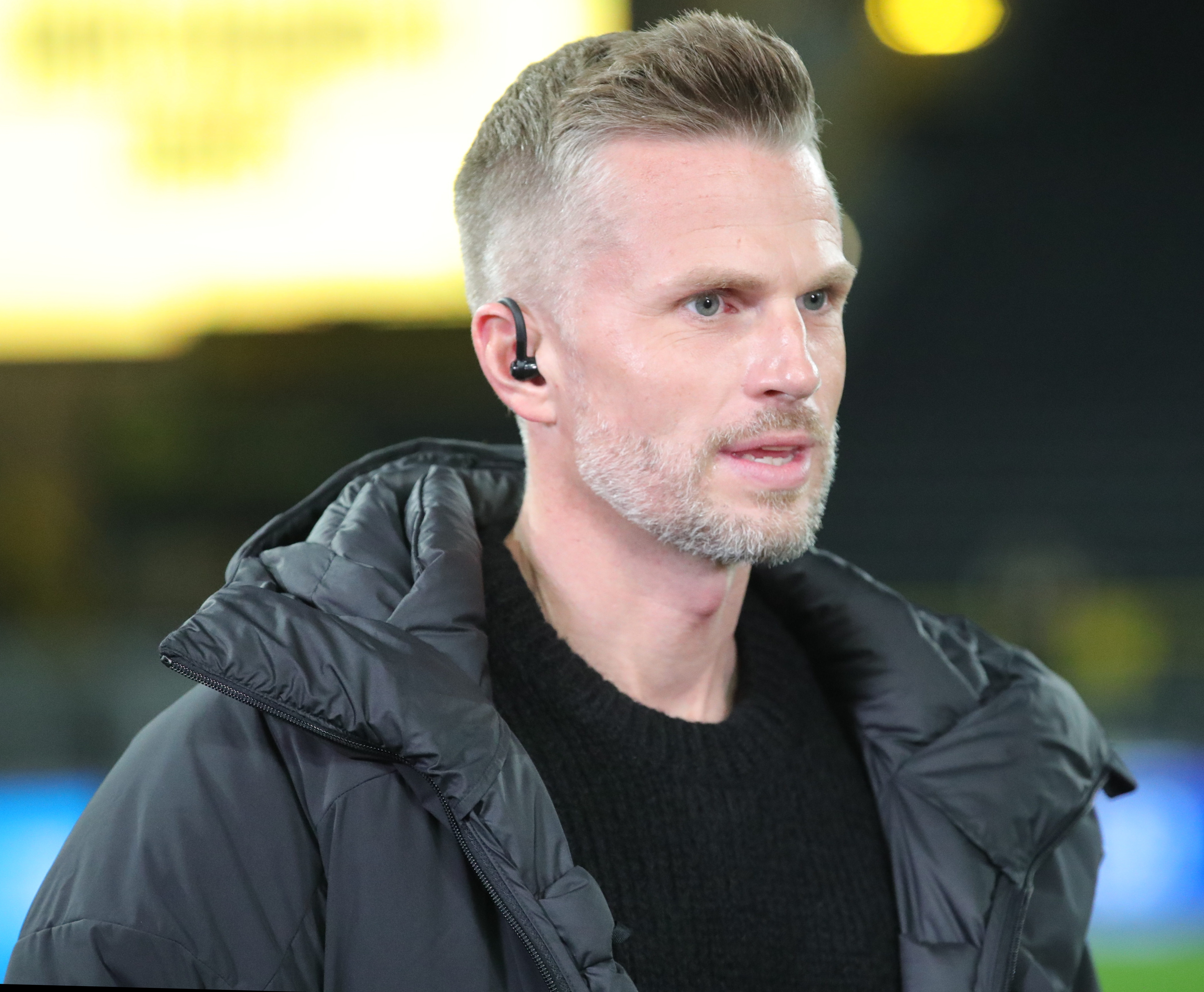
Daniel Flottmann

- Christian Alder
- Marcel Andrijanić
- Fynn Arkenberg
- Malte Beermann
- Edgar Bernhardt
- Cihan Bolat
- Marius Bülter
- Patrick Choroba
- Joerie Church
- Christian Derflinger
- Manuel Eckel
- Volkan Ekici
- Dennis Engel
- Aday Ercan
- Tiago Estevão
- Kai-Bastian Evers
- Daniel Flottmann
- Baboucarr Gaye
- Aytürk Geçim
- Maximilian Hippe
- Joshua Holtby
- Marvin Höner
- Lars Hutten
- Yannik Jaeschke
- Lasse Jürgensen
- Abu-Bakarr Kargbo
- Christian Knappmann
- Nico Knystock
- Kevin Kruschke
- Fabian Kunze
- Lukas Kunze
- Stefan Langemann
- Damjan Marčeta
- Linus Meyer
- Joy-Slayd Mickels
- David Müller
- Tim Paterok
- Jarno Peters
- Laurin von Piechowski
- Norman Quindt
- Josip Rašić
- Tobias Reithmeir
- Julien Rybacki
- Ramien Safi
- Nico Schneck
- Mirko Schuster
- Alexander Sebald
- Ba-Muaka Simakala
- Markus Smarzoch
- Tobias Steffen
- Omar Haktab Traoré
- Azur Velagic
- Thilo Versick
- Leon-Oumar Wechsel

### Trainer
- bis 2009: Kevin Lucius
- 2009 – 2011: Karl-Friedrich Wessel
- 2011 – 2016: Mario Ermisch
- 2016 – April 2018: Alfred Nijhuis
- April – Juni 2018: Sebastian Block (interim)
- 2018 – 2020: Enrico Maaßen
- 2020 – August 2021: Nils Drube
- August 2021: Robert Roelofsen & Roy Elferink (interim)
- August 2021 – Oktober 2023: Carsten Rump
- November 2023 – April 2024: Farat Toku
- seit April 2024: Jan Stromberg (interim)

## Umfeld

### Rechtsform
Am 25. März 2019 wurde in einer außerordentlichen Mitgliederversammlung die Ausgliederung der 1. Mannschaft in SV Rödinghausen Fußball GmbH beschlossen, an der der Verein 51 % halten wird. 49 % der Anteile besitzt die Sport-Marketing am Wiehen GmbH & Co. KG, deren einziger Gesellschafter wiederum die H. Finkemeier Verwaltungs-GmbH ist.

### Stadion

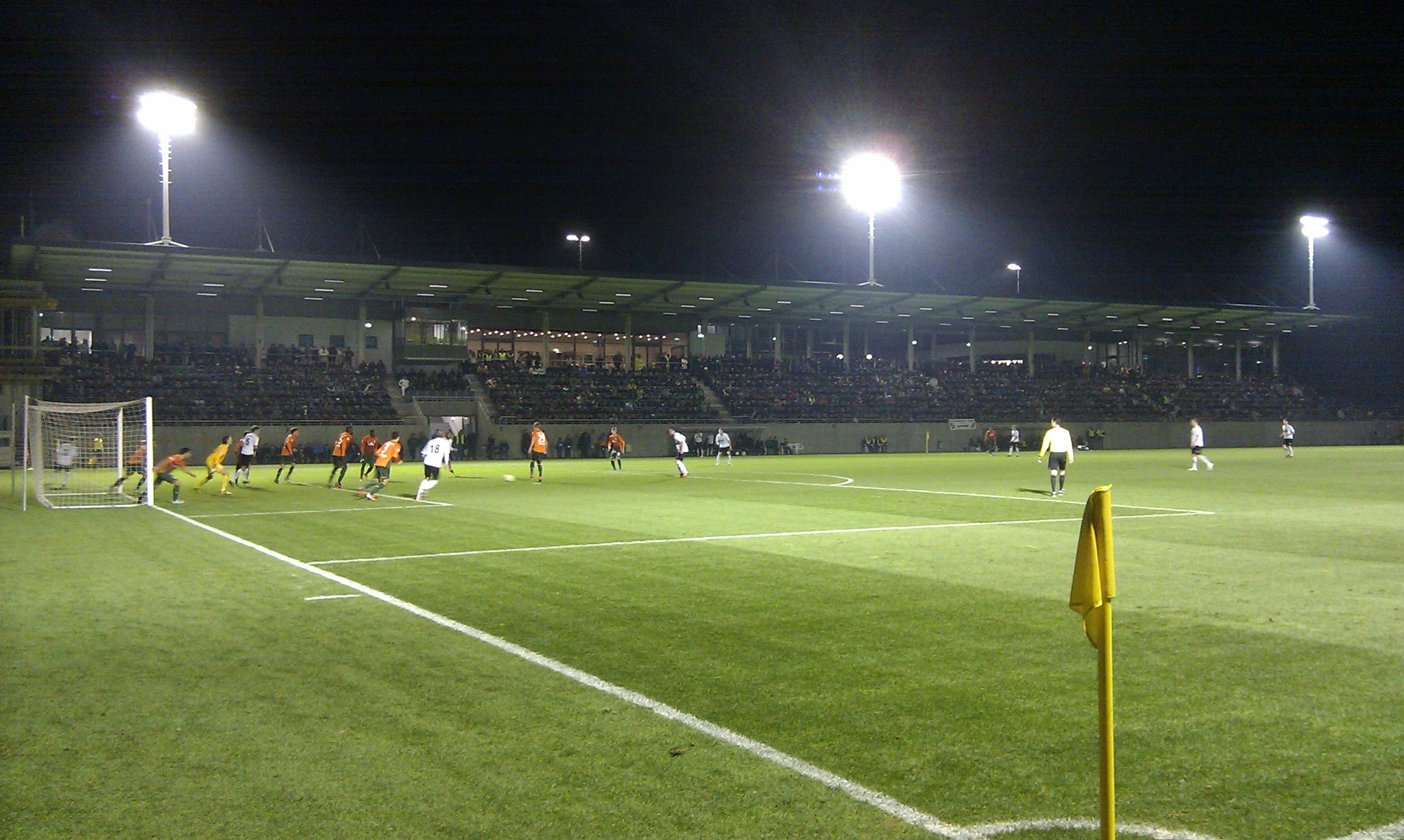
Testspiel gegen Werder Bremen im Wiehenstadion

Der SV Rödinghausen trägt seine Heimspiele im 2011 eröffneten Häcker-Wiehenstadion aus. Das Stadion hat eine Kapazität von rund 2550 Plätzen, davon 1.489 überdachte Sitzplätze auf der Haupttribüne und rund 950 Stehplätze auf der im Juli 2014 erstellten Tribüne entlang der Gegengeraden. Bis 2009 trug die erste Mannschaft ihre Heimspiele in der „Wiehenkampfbahn“ in Bieren aus, die auch als „Trainingsplatz Bieren“ oder „Sportplatz Wiehenkampf“ bekannt ist. Dieser Sportplatz dient heute der ersten Mannschaft als Trainingsplatz und den Jugendmannschaften als Ausweichspielstätte.

### Weitere Mannschaften
Neben der ersten Mannschaft stellt der SV Rödinghausen zwei weitere Herrenmannschaften. Die zweite Mannschaft stieg 2015 in die Westfalenliga auf. Größter Erfolg war dabei der dritte Platz in der Saison 2023/24. Darüber hinaus gibt es eine Alte-Herren-Mannschaft und neun Nachwuchsmannschaften. Rödinghausens A-Junioren wurden 2018 Meister der Westfalenliga und spielte in der Saison 2018/19 erstmals in der A-Junioren-Bundesliga. Allerdings mussten die Rödinghausener als Tabellenletzter direkt wieder absteigen. In der Saison 2024/25 treten die A-, B- und C-Junioren in der zweitklassigen Westfalenliga und die D-Junioren in der erstklassigen Bezirksliga an.

### Fans
Seit Oktober 2011 besteht der Fanclub SVR Amigos. Inspiriert von der Werbeaktion „Los Wochos“ der Fast-Food-Kette McDonald’s begann eine kleine Gruppe von SVR-Fans, die Spiele als Mexikaner verkleidet im Sombrero und Poncho zu besuchen. Der Fanclub hatte Stand 2013 30–35 Mitglieder. Die Fans des SV Rödinghausen pflegen eine Freundschaft zu den Anhängern des FC Viktoria Köln. Den bislang höchsten Zuschauerschnitt der Vereinsgeschichte erreichten die Rödinghausener in der Regionalligasaison 2015/16 mit durchschnittlich 1.234 Besuchern. Das Vereinsmaskottchen ist ein Wolf.

### Soziales Engagement
Der SV Rödinghausen unterstützt die Hilfsorganisation Hammer Forum, die weltweit medizinische Hilfe für Kinder in Krisengebieten leistet.

## Kritik
Ähnlich wie andere durch Mäzene geförderte Vereine wie die TSG 1899 Hoffenheim oder RB Leipzig wird der SV Rödinghausen scharf kritisiert. Schon in der Bezirks- und Landesliga wurde der Verein als „Millionentruppe“ bezeichnet. Der sportliche Leiter des Westfalenligisten SV Herbern, Frank Heidemann, erklärte in einem Interview, sein Verein würde keinen so hohen Etat aufstellen, wenn er wie in Rödinghausen nur durch eine Person gedeckt wäre. Nach dem torlosen Oberligaspiel des SV Rödinghausen gegen Westfalia Rhynern verglich Rhynerns damaliger Trainer Björn Mehnert seinen Verein mit einem VW Käfer, der mit einem Porsche ganz gut mitgehalten habe. Im Vorfeld hatte Mehnert den SV Rödinghausen als finanzkräftigsten Oberligisten in ganz Deutschland bezeichnet. Rödinghausens damaliger Trainer Mario Ermisch zeigte sich über Mehnerts Aussagen verärgert und bezeichnete die Diskussion als Neiddebatte.